# Can Vanlı
Can Bahtiyar Vanlı (* November 1962 in Adana) ist ein deutsch-türkischer Fußballtrainer.
Can Vanlı nahm an der Weltmeisterschaft 2002 in Südkorea/Japan und am Confederations Cup 2003 in Frankreich als Assistent der türkischen Fußballnationalmannschaft teil. Sein Aufgabengebiet im technischen Stab des Nationaltrainers Şenol Güneş war u. a. die taktische Analyse der Gegner der türkischen Mannschaft per Video. Schwerpunkte dabei waren Spielphilosophie, Taktikausrichtung und strategische Vorgehensweise der gegnerischen Mannschaften und Fehler bei der taktischen Umsetzung. Ebenso ging es um die Steigerung der Effizienz der eigenen Mannschaft.
Im türkischen Fußball setzte Vanlı Maßstäbe in der Video-Spielanalyse. In Deutschland arbeitete Vanlı u. a. in der 1. Bundesliga der Frauen beim Hamburger SV (1997) und WSV Wendschott-Wolfsburg (2002) und im Männerbereich beim Amateuroberligisten WSV Wolfenbüttel (Amateuroberliga Bremen/Niedersachsen, 2000).
Vanlı war seit Saisonbeginn 2010 Cheftrainer beim VB Sports Club in Male. Unter seiner Regie listet der VB Sports Club folgende Erfolge auf:
- Maledivische Meisterschaft in 2010 und 2011
- Charity Shield 2010, 2011 und 2012
- Präsidenten-Cup 2010
- Pokalsieger 2011
- Zweimal in Folge Trainer des Jahres 2010 und 2011

Anfang 2011 ist er im engsten Kreis der Trainerkandidaten für den Posten des Nationaltrainers in Ghana (Black Stars). Seit Dezember 2012 ist Vanlı Cheftrainer beim Al Ahed, dem berühmten Traditionsklub in Beirut.
Im ELITE-CUP 2013 gewinnt Vanlı seinen ersten Titel mit Al Ahed.
Am Ende der Saison 2014/15 verpflichtet Ghanas Fußballriese Accra Hearts Of Oak Vanlı für die letzten fünf Spiele, um den Club vor dem drohenden Abstieg zu retten. Mit einem sensationellen Endspurt bringt Vanlı sein Team vom 15. Tabellenplatz auf den 4. Platz. 